# قابيل
قابيل أو قايين (بالعبرية: קַיִן، قايين) (باليونانية: Κάϊν، كاين) هو شخصية ذكرت في سفر التكوين والأديان الإبراهيمية، هو الشقيق الأكبر لهابيل، وأول ابن لأب البشر آدم وحواء، كان فلاحاً يقدم قرباناً من محاصيل إلى الله، ومع ذلك، لم يكن الله مسروراً وفضل تقدمة هابيل، من الغيرة قتل شقيقه هابيل، فعاقبه الله ولعنه، كان لديه العديد من الأطفال ومنهم خنوخ.
كان قابيل يعتبر أول إنسان ولد وأول قاتل في التاريخ.

## وجهات نظر أخرى

### وجهة نظر اليهودي والمسيحي
كان قابيل عاملاً بالأرض أما أخوه هابيل فكان راعياً للغنم، وفي يوم قررا أن يعبدا الله فقدما قرابين. يقول الكتاب: وحدث من بعد أيام، أن قابيل قدم من ثمار الأرض قرباناً لله. وقدم هابيل أيضاً من أبكار غنمه ومن سمانِها. فنظر الله إلى هابيل وقربانه، ولكن إلى قابيل وقربانه لم ينظر. فأغتاظ قابيل جداً، وسقط وجهه. ولم ينظر الله إلى قربان قابيل لأنه كان مخالفاً لما كان يتطلبه وهو الذبيحة الدموية أما هابيل فقد فعل. يقول الكتاب: بالإيمان قدم هابيل لله ذبيحة أفضل من قابيل. فبه شُهِد له أنه بارٌ إذ شهِد الله لقرابينه. حيث قابيل ادعى إيمانه بالله ولكنه لم يفعل. لم يقبل الله قربان قابيل فأغتاظ قابيل جداً وسقط وجهه. فقام على أخيه هابيل في الحقل وقتله من الغيرة، فقال الله قابيل أين هابيل أخوك؟ فقال لاأعلم؛ أحارس أنا لأخي. فقال: ماذا فعلت؟ صوت دم أخيك صارخ من الأرض. فالآن، ملعون أنت من الأرض التي فتحت فاها لتقبل دم أخيك من يدك. متى عملْت الأرض لاتعود تعطيك قوتها. تائهاً وهارباً تكون في الأرض.
على غرار الموت الروحي الداخلي، يحذر الله آدم وحواء من الأكل من الشجرة المحرمة لا يموتان جسديًا على الفور ولكن بمرور الوقت يشيخ جسدهما ويموتان، يحذر الرب قابيل من أن غضبه اللائق ينتظر أن يأكله : "إذا فعلت الصواب، ألن يتم قبولك؟ ولكن إذا لم تفعل ما هو صواب، فإن الخطيئة تربض على بابك؛ إنها ترغب في أن تكون لك، لكن عليك أن تحكم عليها."

### وجهة نظر الإسلامي
ذكر الله قابيل وهابيل في القرآن دون ذكر اسمهم صراحة بل اكتفى بوصفهما ابني آدم فقال تعالى:﴿وَاتْلُ عَلَيْهِمْ نَبَأَ ابْنَيْ آدَمَ بِالْحَقِّ إِذْ قَرَّبَا قُرْبَانًا فَتُقُبِّلَ مِنْ أَحَدِهِمَا وَلَمْ يُتَقَبَّلْ مِنَ الْآخَرِ قَالَ لَأَقْتُلَنَّكَ قَالَ إِنَّمَا يَتَقَبَّلُ اللَّهُ مِنَ الْمُتَّقِينَ ۝٢٧ لَئِنْ بَسَطْتَ إِلَيَّ يَدَكَ لِتَقْتُلَنِي مَا أَنَا بِبَاسِطٍ يَدِيَ إِلَيْكَ لِأَقْتُلَكَ إِنِّي أَخَافُ اللَّهَ رَبَّ الْعَالَمِينَ ۝٢٨ إِنِّي أُرِيدُ أَنْ تَبُوءَ بِإِثْمِي وَإِثْمِكَ فَتَكُونَ مِنْ أَصْحَابِ النَّارِ وَذَلِكَ جَزَاءُ الظَّالِمِينَ ۝٢٩ فَطَوَّعَتْ لَهُ نَفْسُهُ قَتْلَ أَخِيهِ فَقَتَلَهُ فَأَصْبَحَ مِنَ الْخَاسِرِينَ ۝٣٠ فَبَعَثَ اللَّهُ غُرَابًا يَبْحَثُ فِي الْأَرْضِ لِيُرِيَهُ كَيْفَ يُوَارِي سَوْأَةَ أَخِيهِ قَالَ يَا وَيْلَتَا أَعَجَزْتُ أَنْ أَكُونَ مِثْلَ هَذَا الْغُرَابِ فَأُوَارِيَ سَوْأَةَ أَخِي فَأَصْبَحَ مِنَ النَّادِمِينَ ۝٣١﴾.
القصة في القرآن تقول أن قابيل وشقيقه هابيل قدَ قدما قرابين إلى الله سبحانه، فتقبل الله قربان هابيل؛ لصدقه وإخلاصه، ولم يتقبل قربان قابيل؛ لسوء نيته، وعدم تقواه، فقال قابيل -على سبيل الحسد- لأخيه هابيل: {لأقتلنك}، بسبب قبول قربانك، ورفض قبول قرباني، فكان رد هابيل على أخيه: {إنما يتقبل الله من المتقين}، فكان ردُّ هابيل لأخيه قابيل ردًّا فيه نصح وإرشاد؛ حيث بيَّن له الوسيلة التي تجعل صدقته مقبولة عند الله.
ثم إن أخيه هابيل انتقل من حال وعظ أخيه بتطهير قلبه من الحسد، إلى تذكيره بما تقتضيه رابطة الأخوة من تسامح، وما تستدعيه لحمة النسب من بر، فقال لأخيه: {لئن بسطت إلي يدك لتقتلني ما أنا بباسط يدي إليك لأقتلك إني أخاف الله رب العالمين}، فأخبره أنه إن اعتدى عليه بالقتل ظلماً وحسداً، فإنه لن يقابله بالفعل نفسه؛ خوفاً من الله، وكراهية أن يراه سبحانه قاتلاً لأخيه.
ثم انتقل هابيل إلى أسلوب آخر في وعظ أخيه وإرشاده؛ إذ أخذ يحذره من سوء المصير إن هو أقبل على تنفيذ فعلته {إني أريد أن تبوء بإثمي وإثمك فتكون من أصحاب النار وذلك جزاء الظالمين}. بيد أن قابيل لم يرعوِ لنصائح أخيه، وضرب بها عُرْض الحائط، ثم انساق مع هوى نفسه، وزينت له نفسه الإقدام على قتله، فارتكب جريمته، فقتل أخاه.
على أن قابيل القاتل لم يكتف بفعل تلك الجريمة، بل ترك أخاه ملقى في العراء، معرضاً للهوام والوحوش، ولكن بعث الله غراباً يحفر في الأرض حفرة ليدفن تلك الجثة الهامدة التي لا حول لها ولا قوة من البشر، فلما رأى قابيل ذلك المشهد، وأخذ يلوم نفسه على ما أقدم عليه، وعاتب نفسه كيف يكون هذا الغراب أهدى منه سبيلاً ، فعض أصابع الندامة، وندم ندماً شديداً، فقال عندها قابيل: (يَا وَيْلَتَى أَعَجَزْتُ أَنْ أَكُونَ مِثْلَ هَذَا الْغُرَابِ فَأُوَارِيَ سَوْءةَ أَخِي) ثم أخذ يفعل به ما فعل ذاك الغراب فواراه ودفنه تحت التراب.
فائدة: روى الجماعة سوى أبي داود وأحمدُ في مسنده عن ابن مسعود قال: قال رسول الله صلى الله عليه وسلم: «لا تُقتل نفس ظلمًا إلا كان على ابن آدم الأول كفل من دمها لأنه كان أول من سن القتل» أي ظلمًا. فعلم من ذلك أن قابيل ما تاب من قتله لهابيل.

## مميزاته
وصف قابيل أنه بنَّاء المدن،  وأب الرعاة المقيمين في الخيام، وجميع عازفون القيثارة والأنابيب، والمحامين في البرونز والحديد.
في ترجمة بديلة لتكوين 4:17، أقرتها أقلية من المعلقين المعاصرين، بني خنوخ ابن قابيل مدينة وأطلق عليها اسم ابنه إراد. يمكن لمثل هذه المدينة أن تتوافق مع مدينة إريدو، إحدى أقدم المدن المعروفة. لاحظ فيلون السكندري أنه ليس من المنطقي أن يؤسس قارؤل، ثالث إنسان على وجه الأرض مدينة فعلية. وبدلاً من ذلك، يجادل بأن المدينة ترمز إلى فلسفة غير شرعية.
في العهد الجديد، تم الاستشهاد بقابيل كمثال على الإثم في يوحنا 3:12 و تداوس 1:11. استكملت مصادر الترجوم والحاخامية والتكهنات اللاحقة تفاصيل الخلفية لابنتي آدم وحواء. قدم هذا التفسير لتكوين 4 زوجات قابيل على أنها أخته، وهو مفهوم تم قبوله منذ 1800 عام على الأقل. يمكن ملاحظة ذلك في يوبيل 4 الذي يروي أن قابيل استقر وتزوج أخته أوان، التي أنجبت ابنهما الأول، خنوخ، بعد حوالي 196 عامًا من خلق آدم. أسس قابيل مدينته الأولى، وأطلق عليها اسم ابنه، وبنى بيتًا، وعاش فيها حتى انهار عليه، وتوفي في نفس العام الذي توفي فيه آدم.

## نسله
1. ولد لقابيل خنوخ .
2. وولد لخنوخ إراد .
3. وولد لإراد محويائيل .
4. وولد لمحويائيل متوشائيل .
5. وولد لمتوشائيل لامك .
6. وولد للامك يابال و يوبال و توبال قايين و امراة نوح (( نعمة/واغلة/والهة )) .

## روابط خارجية
- قابيل على موقع الموسوعة البريطانية (الإنجليزية)